# Райчова дупка
Райчова дупка е пропастна пещера в Средна Стара планина, България, трета по дълбочина в страната.

## Местоположение
Намира се в резервата „Стенето“ в Националния парк „Централен Балкан“, на северния склон на Троянско-Калоферската планина. Попада в Горновитско-Черноосъмския карстов район и е в горната част на местността Малък Чаушов дол. Надморската височина на входа ѝ е 1400 m.

## История
Първото проникване в нея е направено през 1970 г. от троянски пещерняци, които я проучват до -170 м. Първото проникване до дъното (-352 м) през 1971 г. също е дело на троянци – Васил Марков, Васил Балевски, Трифон Саръмов, Пенчо Станчев и Кино Райковски. През следващите години изследователи от различни клубове откриват все нови и нови галерии. Значими приноси в проучването и картирането имат русенците Камен Димчев, Сашо Попов, Ангел Пенчев и Сашо Гунешки. Общият сбор на картираните галерии достига 3333 m, с които пещерата се нарежда сред най-дългите пещери в България, а по дълбочина е третата най-дълбока пропаст в страната към 2020 г.
Двуетажна е и много разнообразна – в нея има големи зали, блокажи и срутища, два подземни потока, красиви синтрови езера, вкаменени водопади, драперии, сталактити, сталагмити и сталактони. Завършва с кален сифон (мястото, където подземният поток се губи). Цялата система е оформена по контакта между мергелите и варовиците и се развива в посока север – юг. Температурата на водата е 7,5 °C, а в привходните части образувалият се през зимата лед стои до април – май.
Независимо че е дълбока, пещерата има само един отвес (8 m) и за да се стигне до дъното ѝ е достатъчно да се върви по низходящата с постоянен наклон от 30o централна галерия с дължина 920 m.
Създадена е от вертикална циркулация на подземни води, улеснена от тектонската структура, интензивните неотектонски движения и свързаното с тях дълбоко ерозионно разчленение на релефа. Има подземни потоци, срутища, блокажи, синтрови езера и каскади. Богата е на сталактити, сталагмити, завеси и вкаменени водопади.

## Фауна
Намирани са единични екземпляри пещеролюбиви прилепи (голям нощник), които я използват за убежище. Обитавана е от много стенобионтни видове. Безразборното проникване и оставянето на отпадъци (батерии, карбид, храна) не е желателно, тъй като нарушава екологичното равновесие в нея.

## Туризъм
- Независимо че пещерата не изисква специализирана техника за вертикално проникване, не бива да бъде посещавана от хора без натрупан опит като спелеолози, тъй като крие опасности.
- Местоположението ѝ в резерват „Стенето“ в Националния парк „Централен Балкан“ изисква при посещаването ѝ с научноизследователски цели те предварително да бъдат съгласувани с МОСВ и Дирекцията на парка.